# 7546 Meriam
7546 Meriam eller 1979 MB4 är en asteroid i huvudbältet som upptäcktes den 25 juni 1979 av de båda amerikanska astronomerna Eleanor F. Helin och Schelte J. Bus vid Siding Spring-observatoriet. Den är uppkallad efter den australienska urbefolknings gruppen Meriam.
Asteroiden har en diameter på ungefär 2 kilometer.